# 霍卡鎮區 (明尼蘇達州休斯頓縣)
霍卡鎮區（英語：Hokah Township）是位於美國明尼蘇達州休斯頓縣的一個行政鎮區。

## 地方資料
霍卡鎮區的面積為65.90平方千米，當中陸地面積為59.00平方千米，而水域面積為6.90平方千米。根據2020年美國人口普查的數據，當地共有人口441人，而人口密度為每平方千米6.69人。